# پروتکل راه اندازی شده با زمان
پروتکل راه‌اندازی‌شده با زمان (انگلیسی: Time-Triggered Protocol (TTP)) یک پروتکل شبکه کامپیوتری باز برای سیستم‌های کنترل است. این پروتکل در یک زمینه کاری راه‌اندازی‌شده برای ابزار و برنامه‌های صنعتی طراحی شده‌است و در سال ۲۰۱۱ به‌عنوان SAE AS6003 (پروتکل ارتباطات TTP) استاندارد شد. کنترل‌کننده‌های TTP بیش از ۵۰۰ میلیون ساعت پرواز در برنامه هوانوردی تجاری DAL A، در تولید برق، کنترل‌های محیطی و پرواز جمع‌آوری کرده‌اند. TTP در FADEC و کنترل‌های هوافضای قیاسی، و کامپیوترهای پرواز استفاده می‌شود. علاوه بر این دستگاه‌های TTP بیش از ۱ بیلیون ساعت عملیاتی در برنامه‌های سیگنال‌دهی راه‌آهن جمع‌آوری کرده‌اند.

## تاریخچه
TTP اولین بار در دانشگاه فنی وین در اوایل ۱۹۸۰ طراحی شد. در سال ۱۹۹۸، TTTech Computertechnik AG توسعهٔ TTP را بر عهده گرفت و محصولات نرم‌افزاری و سخت‌افزاری را فراهم کرد. تراشه‌های حافظه و IP کنترل‌کننده‌های ارتباطات TTP از منابع ای‌ام‌اس ای‌جی, آن سمیکانداکتر و آلترا در دسترس هستند.

## تعریف
TTP یک زمینه کاری راه اندازی شده با زمان 4- 25 Mbit/s دوکاناله است. TTP می‌تواند با استفاده از یک یا دو کانال، با حداکثر سرعت دادهٔ ۲ در 25 Mbit/s عمل کند. ارتباطات اضافی با داده‌های تکراری موجود بر روی هر دو کانال، حمایت می‌شوند.
TTP به‌عنوان یک پروتکل راه اندازی شده با زمان خطاپذیر، با به کار بردن یک استراتژی TDMA (دسترسی چندگانه بخش زمانی) بر روی کانال‌های ارتباطی تکراری، امکان انتقال پیام نقص‌پذیر را در زمان‌های معین و با حداقل لرزش فراهم می‌کند. TTP همزمانی ساعت نقص پذیری را پیشنهاد می‌کند که بدون اتکا به یک سرور زمان مرکزی یک مبنای زمان جهانی بنا می‌نهد.
TTP یک سرویس عضویت فراهم می‌کند تا هر گونه گره صحیح در مورد سازگاری نقل و انتقال داده را اطلاع دهد. این مکانیسم را می‌توان به‌عنوان یک سرویس تأیید توزیع شده دید که در صورت وقوع خطا در سیستم ارتباطی فوراً به برنامه اطلاع می‌دهد. اگر ثبات حالت از بین برود، فوراً به برنامه اطلاع‌رسانی می‌شود.
علاوه بر این TTP برای شناسایی نقص‌های خارج از فرضیهٔ خطا که در سطح پروتکل قابل قبول نیست، دارای سرویس اجتناب دسته است.

## برنامه‌های انتقادی
TTP اغلب در برنامه‌های ارتباطی داده بحرانی، جایی که برنامهٔ قطعی لازم است، استفاده می‌شود. این برنامه‌ها شامل مدیریت موتور هواپیما و دیگر برنامه‌های هوافضا می‌باشند. در این برنامه‌ها شبکه‌های TTP اغلب به‌عنوان شبکه‌های جداگانه با ابزار رابط سخت‌افزاری AS8202NF جدا و پیکربندی‌های جدا اما هماهنگ، عمل می‌کنند.
پروتکل TTP مشخصه‌های منحصربفردی ارائه می‌کند. وقتی هر گرهٔ دیگر در رابطه شکست می‌خورد یا داده‌های نامطمئن می‌فرستد، همهٔ گره‌ها در یک شبکه و در یک زمان هستند. وضعیت هر گره چندین بار در هر ثانیه با همهٔ گره‌ها به روز می‌شود.

## جزئیات تکنیکی
ارتباط داده در TTP در دوره‌های TDMA سازماندهی شده‌است. یک دوره TDMA به شکاف‌هایی تقسیم شده‌است.
هر گره یک شکاف ارسالی دارد و باید در هر دور قاب‌هایی را ارسال کند. اندازه قاب اختصاص یافته به یک گره از ۲ تا ۲۴۰ بایت متغیر است، معمولاً هر قاب چندین
پیام را حمل می‌کند. چرخهٔ خوشه‌ای یک رشتهٔ تکراری از دورهای TDMA است. در دورهای مختلف، پیام‌های مختلف می‌توانند در قاب‌ها فرستاده شوند، اما در هر چرخهٔ خوشه‌ای، مجموعه کامل پیام‌های وضعیت تکرار می‌شوند. داده‌ها توسط یک CRC (چک اضافی چرخه ای) ۲۴ بیتی حفاظت می‌شوند. برنامهٔ زمانی در MEDL (لیست توصیفی پیام) در کنترل کنندهٔ ارتباط ذخیره می‌شود. 

### شکاف
برای هر گره در یک شبکهٔ TTP یک شکاف وجود دارد. یک گره همیشه داده‌ها (پارامترها) را در میان شکافش انتقال می‌دهد، حتی اگر شکاف هیچ داده‌ای برای ارسال نداشته باشد. یک گره تنها پارامترهایی را انتقال می‌دهد که برای ارسال در یک دور خاصی پیکربندی شده‌اند که شکاف در آن است. یک شکاف ممکن است پارامترهای ۱، ۲، و ۳ را در طول دور X در شکاف منتقل کند، و پارامترهای ۴، ۵، و ۶ را در طول دور Y در شکافش منتقل کند.
شکاف برای یک گره زمانی تعیین می‌شود که شبکهٔ TTP با استفاده از کامپیوترهایی طراحی شده‌است که از برنامه‌های کمکی TTP Plan و TTP Build استفاده می‌کنند. تعریفی که سبب می‌شود AS8202NF داده‌ها یا پارامترهای خاصی را برای یک شکاف یا دور داده‌شده منتقل کند در MEDL موجود است.

### دور
دور TTP برای هر گره در شبکهٔ TTP یک شکاف نگه می‌دارد. تعداد دورها در چرخهٔ خوشه‌ای با استفاده از کامپیوترهایی که از برنامه‌های کمکی TTP Plan و TTP Build استفاده می‌کنند تعریف شده‌است. این اطلاعات نیز در MEDL موجود هستند.
از آنجایی که برای انتقال همهٔ پارامترهای گره در شکاف‌هایش، گره مورد نیاز نیست، دورها وجود دارند. برای توزیع پهنای باند بین گره‌ها، هر گره پارامترهای انتخابی را در دورهای متفاوتی منتقل می‌کند.

### چرخهٔ خوشه‌ای
یک چرخهٔ خوشه‌ای به معنای داشتن تعدادی دور تعریف شده‌است. همهٔ گره‌ها، همهٔ پارامترهایشان را در پایان هر چرخهٔ خوشه‌ای انتقال داده‌اند. چرخهٔ خوشه‌ای یعنی شروع با اولین بیت اولین شکاف اولین دور.

### گره‌های تعادل، شکاف‌ها و چرخه‌های خوشه‌ای
تعداد شکاف‌ها به وسیلهٔ تعداد گره‌ها در شبکه TTP تعریف شده‌است. هرچند تعداد دورها به وسیلهٔ طراح شبکه‌ای تعیین می‌شود که از برنامه‌های کمکی TTP Plan و TTP Build استفاده می‌کند.

### همگام سازی ساعت
همگام سازی ساعت برای همهٔ گره‌ها یک مفهوم زمانی معادل فراهم می‌کند. هر گره تفاوت بین یک زمان وصول مورد انتظار از قبل شناخته شده را با زمان وصول مشاهده شدهٔ پیام صحیح را اندازه‌گیری می‌کند؛ این اندازه‌گیری برای یادگیری در مورد تفاوت بین ساعت فرستنده و ساعت دریافت کننده است. یک الگوریتم نقص پذیر میانگین برای محاسبهٔ دوره‌ای تصحیح ساعت محلی به این اطلاعات نیاز دارد، بنابراین ساعت با همهٔ ساعت‌های دیگر خوشه همگام می‌ماند.

### عضویت و تصدیق
پروتکل راه‌اندازی‌شده با زمان تلاش می‌کند تا اطلاعات را به‌طور سازگار به همهٔ گره‌های صحیح سیستم توزیع انتقال دهد. در مورد خطا سیستم اطلاعات تلاش می‌کند گره خراب را پیدا کند. این ویژگی‌ها توسط یک پروتکل عضویت و یک مکانیسم تأیید تحقق می‌پذیرد.

### ملزومات پیکربندی
هر گرهٔ متصل به یک شبکه TTP باید قبل از استارتاپ شبکه TTP یک مجموعه داده پیکربندی مقیم داشته باشد. حداقل تعداد مجموعه داده برای هر گره ۲ است. بخش سخت‌افزار و AS8202NF را در زیر ببینید. هر گره باید پیکربندی گره‌های دیگر در شبکه TTP را بداند. به این دلیل گره‌های فعال بدون به روزرسانی مجموعه داده پیکربندی همهٔ گره‌های شبکه، اجازهٔ اتصال به یک شبکهٔ موجود را ندارند.
مجموعه داده پیکربندی نمادین برای هر گره:
1.TASM برای AS8202NF (کاربرد MEDL را اجازه می‌دهد)
2. MEDL یا لیست توصیف کنندهٔ پیام برای AS8202NF (داده‌ای که باید بین همهٔ گره‌ها تبادل شود را تعریف می‌کند)
۳. پیکربندی پلتفرم را محاسبه می‌کند. (دادهٔ مورد انتظار و کاربرد آن را تعریف می‌کند)
مجموعه داده‌های TASM و MEDL به وسیلهٔ برنامه‌های کمکی TTP Plan و TTP Build ایجاد می‌شوند، این برنامه‌های کمکی توسط TTTech فراهم شده‌اند. مجموعه دادهٔ سوم اغلب به وسیلهٔ مشتری ایجاد شده‌است و پلتفرم و برنامهٔ خاصی دارد.

### سخت‌افزار
رابط یک شبکهٔ TTP نیاز به استفاده از ابزار AS8202NF دارد. این ابزار بین پلتفرم کامپیوتر و شبکهٔ TTP عمل می‌کند. AS8202NF قبل از بهره‌برداری باید با یک مجموعه داده پیکربندی TASM (گردآورندهٔ TTP) و MEDL (لیست توصیفی پیام) بارگذاری شود.
AS8202NF بر روی یک یا دو شبکه TTP ارتباط برقرار می‌کند.
یک شبکه TTP را نمی‌توان به‌سادگی با خرید یک ابزار AS8202NF طراحی و اجرا کرد. هر طرح نیاز به ابزار پیکربندی و مجوز از TTTech یا گروه سوم دارد.

## برنامه‌های تجاری
TTP به تعدادی از برنامه‌های تجاری تلفیق شده‌است.

### راه‌حل‌های سیگنال‌دهی راه آهن
سیستم قفل کنندهٔ الکترونیکی Lock Trac 6131 ELEKTRA با همکاری بخشهای سیگنال دهی تالز ریل و TTTech طراحی شده‌است.
LockTrac 6131 ELEKTRA یک سیستم قفل کنندهٔ الکترونیکی است که بالاترین سطح ایمنی و قابلیت دسترسی را فراهم می‌کند. سیستم مطابق با استانداردهای CENELEC با یکپارچگی ایمنی سطح ۴ تأیید شده‌است و عملکردهای قفل کنندهٔ اساسی، کنترل از راه دور و محلی، عملیات اتوماتیک قطار، عملکرد بلوک یکپارچه و یک سیستم تشخیص یکپارچه را ارئه می‌کند. LockTrac 6131 دو کانال نرم‌افزاری با دو نرم‌افزار گوناگون دارد، تا بالاترین ملزومات ایمنی را تضمین کند. قبل از اینکه داده‌ها به خارج انتقال یابند در کانال ایمنی چک می‌شوند. یک ابزار تشخیص همهٔ اطلاعات مربوط را ذخیره می‌کند تا در موارد خطا، نگهداری کارآمد را فراهم سازند.

### FADEC
سیستم برای FADEC (کنترل موتور دیجیتال با مجوز کامل) استفاده شده‌است. کنترل قیاسی هوافضا (MAC) مبتنی بر FADEC برای آلنیا آئرماچی ام-۳۴۶ مستر صعودپذیر، قابل تطبیق و خطاپذیر است. فناوری کلیدی در این FADEC جدید استفاده از TTP برای ارتباط بین حوزه است. TTP وابستگی‌های پیچیده در میان حوزه‌ها را حذف می‌کند، و پیشرفت اولیهٔ برنامه را در تغییرات و بهسازی‌های بین کار، ساده می‌سازد. TTP اجازه می‌دهد همهٔ حوزه‌های سیستم کل اطلاعات را تمام مدت ببینند، بنابراین استقرار خطای یکپارچه را بدون منطق تغییر کانال تضمین می‌کند.
کنترل قیاسی هوا فضا مبتنی بر TTP که بخشی از سیستم ژنرال الکتریک کنترل موتور دیجیتال مجوز کامل F110 است، بر روی هواپیمای جنگندهٔ Lockheed Martin F-16 تلفیق یافته‌است، این سیستم به‌عنوان یک مسیر عقب هواپیما استفاده شده، سطح بالایی از ایمنی موتور، قابلیت دسترسی عملیاتی و کاهش هزینهٔ چرخهٔ زندگی را فراهم می‌سازد. یک مزیت مهم این است که همهٔ اطلاعات موجود در مسیر برای هر دو کانال FADEC به‌طور همزمان در دسترس هستند.

### سیستم‌های تولید برق و محیطی
برای ایرباس A380، سیستم ارتباط داخلی برای سیستم کنترل فشار کابین توسط TTTech توسعه یافته‌است که هر دو سیستم با Nord-Micro یک تابع Hamilton Sundstrand Corporation کار می‌کنند.
در همکاری با Hamilton Sundstrand Corporation، یک پلتفرم ارتباط داده مبتنی بر TTP برای سیستم کنترل محیطی و الکتریکی Boeing 787 Dreamliner توسط TTTech توسعه یافته‌است. پلتفرم ارتباطی طراحی شدهٔ TTP از اضافه بار در سیستم مسیر جلوگیری می‌کند. حتی اگر چندین واقعهٔ مهم به‌طور همزمان اتفاق بیفتند، سیستم‌های مبتنی بر TTP به سبب تعداد کانکتور کمتر و سیم‌کشی کمتر، بار کمتری دارند. علاوه بر این کل سیستم انعطاف‌پذیرتر است و نسبت به سیستم‌های ارتباطی متداول، پودمانی بیشتری دارند.

### وسایل نقلیهٔ خودکار
دو وسیلهٔ رباتیک Red Team که در سال ۲۰۰۵ در مسابقهٔ 2005 DARPA Grand رقابت کردند با تکنولوژی حرکت با سیم اجرا شدند، در این فناوری کامپیوترهای روی بورد، فرمان، بورد و سایر حرکت‌ها را کنترل می‌کردند. سه واحد TTC200 مبتنی بر TTP ترمز پارک و عملکردهای انتقال و کاهش سرعت را کنترل می‌کردند، و یک TTP-By-Wire Box ترمز سرویس H1 Hummer H1ghlander را کنترل می‌کرد. اصلاحات حرکت با سیم، سرعت، ترمز و انتقال را کنترل می‌کنند.